# Еманов, Александр Георгиевич
Алекса́ндр Гео́ргиевич Ема́нов (род. 31 октября 1958, Тюмень) — советский и российский историк-медиевист и византинист, доктор исторических наук, профессор, заведующий кафедрой археологии, истории Древнего мира и Средних веков ТюмГУ (1998—2021).

## Биография
Родился в Тюмени. В 1976 г. поступил в Тюменский университет. В 1978 г., в рамках программы целевой подготовки, был направлен в Ленинградский государственный университет, который с отличием окончил в 1982 году. После годичной стажировки на кафедре истории Средних веков обучался в аспирантуре ЛГУ.
В 1986 г. в Ленинграде защитил кандидатскую диссертацию на тему «Система торговых связей Кафы в XIII—XV вв.».
С 1986 года работает в ТюмГУ: ассистент, с 1986 года — старший преподаватель, с 1990 года —доцент, с 1998 года — профессор, заведующий кафедрой археологии, истории Древнего мира и Средних веков.
В 1997 г. в Екатеринбурге защитил докторскую диссертацию «Образование городской коммуны Кафы (до сер. XV в.)».
В 2009—2013 гг. директор Информационно-библиотечного центра ТюмГУ.

## Исследования
Автор более 60 научных работ, посвящённых истории Северного Причерноморья и Крыма в Средние века, истории мореплавания, торговли и урбанизации в доиндустриальную эпоху, интеллектуальной истории европейского Средневековья, краеведению Тюменского региона.
Главным объектом исследований является средневековый крымский город Кафа (современная Феодосия). В своих работах по истории Кафы и Причерноморья обобщил данные из источников, введенных в научный оборот в течение XX в. Здесь нотариальные акты, составленные генуэзцами в городах Крыма в Средние века, массарии (счетные книги) казначейства Кафы. Также активно привлекал источники, изучающиеся в рамках вспомогательных исторических дисциплин, — нумизматики, сфрагистики, эпиграфики, геральдики.
Отмечал многоязычие источников по истории Причерноморья, что легло в основу многочисленных этимологических сюжетов, встречающихся на страницах его работ, здесь, в частности, попытки установления датировки и происхождения топонима «Кафа». Является сторонником усредненного написания названия Кафы с одной «ф», обосновывая это с позиций этимологии. Так в источниках на различных языках написание этого города с одной «ф» встречается чаще, нежели с двумя.
Впервые перевел на русский язык с тосканского вольгаре отрывки из средневековых сочинений Тосканского Анонима и Франческо Бальдуччи Пеголотти, 
содержащие описания этими итальянскими интеллектуалами торговли в Кафе и Тане, пристаней Северного Причерноморья и передвижений по Великому Шелковому пути:
...Кто пожелает совершить поездку в Китай и пойдет из Генуи и Венеции, тому следует купить льняные ткани, толстое и тонкое сукно в таком количестве, в каком сможет, и потом — идти в Тану, туда лежит прямой путь; он может следовать за своими товарами по суше, погрузив их на повозки, запряженные либо быками, либо лошадями, либо верблюдами.
Также является соавтором трудов по истории Тюменской области, среди которых снабженная научным комментарием публикация факсимиле «Повести о городах Таре и Тюмени», впервые опубликованной в XX в. М. Н. Сперанским, с обновленным переводом на современный русский язык и «Виртуальная летопись Тюмени».
Под его руководством были защищены 11 кандидатских диссертаций.

## Награды и премии
Почётный работник высшего профессионального образования Российской Федерации (2006).

## Научные труды

### Монографии
- Еманов А. Г. Север и Юг в истории коммерции: на материалах Кафы XIII–XV вв.. — Тюмень: МИ «РУТРА», 1995. — 227 с.
- Еманов А. Г. Между Полярной звездой и Полуденным Солнцем. Кафа в мировой торговле XIII–XV веков. — Санкт-Петербург: Издательство «Алетейя», 2018. — 367 с. — ISBN 978-5-907030-06-0.
- Еманов А. Г., Щербич С. Н., Петров А. М. Повесть о городах Таре и Тюмени. — Тюмень: Издательство Тюменского государственного университета, 2021. — 296 с. — ISBN 978-5-400-01622-6.
- Еманов, А. Г. Небесный Иерусалим, или Вавилон : выбор судьбы средневековой Кафы/Феодосии / А. Г. Еманов. – Санкт-Петербург : Алетейя, 2022. – 734 с. – (Новая Византийская библиотека. Исследования). – ISBN 978-5-00165-453-7.

#### Статьи
- К вопросу о ранней итальянской колонизации Крыма Архивная копия от 8 октября 2021 на Wayback Machine // Античная древность и средние века. Свердловск. 1982. — Т. 19. — С. 62-68.
- Итальянская торговля на Чёрном море в XIII—XV вв. Архивная копия от 8 октября 2021 на Wayback Machine // Торговля и мореплавание в бассейне Чёрного моря в древности и средние века / А. Г. Еманов, А. И. Попов / Под ред. В. Н. Королева. Ростов-на-Дону. — 1988. — С. 76-86.
- Латиняне и нелатиняне в Каффе // Из истории Византии и византиноведения / Под ред. Г. Л. Курбатова. Л.: Издательство Ленинградского университета. — 1991. — С. 107—116.
- В поисках духа социальности средневекового города: моряки и возникновение неофициальных форм благочестия (Генуэзская Газария XIV—XV вв.) Архивная копия от 8 октября 2021 на Wayback Machine // Электронный научно-образовательный журнал «История». — 2016. — № 6 (50). — С. 4.
- От первого лица: медиевистические штудии в Тюменском университете // Vox medii aevi. 2018.
- Знаки идентичности моряков: по материалам портовых городов генуэзской Газарии XIV—XV В. Архивная копия от 8 октября 2021 на Wayback Machine // Материалы по археологии и истории античного и средневекового Причерноморья. — 2019. — № 11. — С. 527—553.
- Великая пандемия середины XIV века как финал средневековой истории Архивная копия от 14 апреля 2021 на Wayback Machine // Proshloe — исторический журнал. — 2020.
- Геральдический бурлеск Михаила Родосского первой половины XV в. Архивная копия от 8 октября 2021 на Wayback Machine // Электронный научно-образовательный журнал «История». — 2020. — № 11 (97). — С. 19.